# Raid de Doolittle
Pour les articles homonymes, voir Doolittle (homonymie).
Seconde Guerre mondiale
Guerre du Pacifique
Le raid de Doolittle est le premier bombardement effectué sur le territoire du Japon par les forces armées des États-Unis durant la guerre du Pacifique.
Il est effectué par 16 B-25 Mitchell de l'USAAF décollant du porte-avions USS Hornet, le 18 avril 1942. Il porte le nom du lieutenant-colonel James H. Doolittle qui planifie et dirige cette opération.

## Motivations

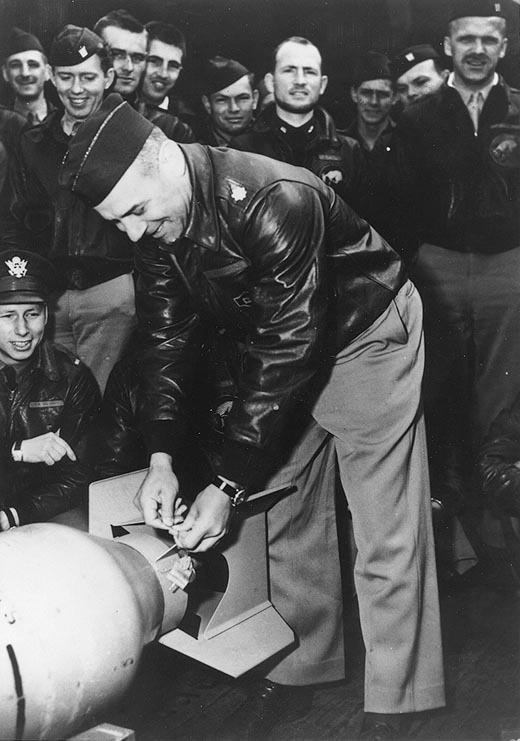
Le lieutenant-colonel Doolittle.

Les Japonais se croient à l'abri des bombardiers américains, qui n'ont pas un rayon d'action suffisant pour mener un raid. En effet, l'océan Pacifique est très vaste, et les Américains n'ont aucune base assez proche du Japon pour mener une mission de bombardement.
Cependant, les Américains souhaitent marquer les esprits et motiver l'effort de guerre. Depuis l'attaque de Pearl Harbor, les mauvaises nouvelles s'accumulent et le moral des Américains est au plus bas. Les militaires désirent mener pour ces raisons un bombardement symbolique du Japon. Le lieutenant-colonel (et futur général) James H. Doolittle est chargé de monter cette opération exceptionnelle qui doit contredire les affirmations du haut commandement japonais qui disait que l'archipel resterait invulnérable.
L'idée était de faire décoller des bombardiers du porte-avions USS Hornet pour qu'ils bombardent le Japon et se posent en Chine. Le choix des cibles était délicat, il fallait éviter de répéter l'erreur des Allemands qui avaient attaqué le palais de Buckingham et avaient renforcé la détermination des Britanniques. De ce fait, il fut décidé d'épargner le palais impérial de Tokyo et de se concentrer sur des cibles militaires ou industrielles.

## Déroulement

### Préparatifs
Doolittle fut chargé de trouver des avions capables d'atteindre le Japon en emportant chacun une tonne de bombes. La seule option possible était de les faire décoller d'un porte-avions. Le bombardier moyen B-25 semblait le plus approprié pour cette mission. La distance nécessaire au décollage était normalement de 700 mètres et ne correspondait en rien à celle d'un avion embarqué. Doolittle et son équipe se mirent au travail et cherchèrent des solutions pour alléger les appareils et décoller sur une distance aussi courte que celle d'un pont de porte-avions (150 mètres).
Il fut décidé d'éliminer un maximum d'armements inutiles. Les avions devaient voler en rase-motte et la tourelle sous l'appareil ne servait pas à grand-chose. Les mitrailleuses arrière furent remplacées par des manches à balai dans l'espoir qu'aucun avion japonais ne resterait dans le sillage du bombardier en cas d'attaque. Après de nombreux essais sur la terre ferme à Norfolk en Virginie, et après avoir ajouté des réservoirs supplémentaires, l'opération sembla possible.
L'USS Hornet quitta son port d'attache le 2 avril, non sans avoir attiré l'attention du public présent sur les quais. Les porte-avions transportaient normalement des chasseurs et non des appareils lourds comme les B-25. Les rumeurs les plus folles alimentèrent le mystère autour de cette mission et pour couper court, il fut décidé d'expliquer que les bombardiers étaient simplement transportés jusqu'à Hawaï (bien qu'un B-25 fût capable de rallier l'archipel hawaiien par ses propres moyens).
Après un rendez-vous en mer avec l'USS Enterprise, chargé de la sécurité du Hornet grâce à ses avions de chasse embarqués, les deux porte-avions se rendirent, avec une escorte de quatorze navires, au point choisi pour le décollage. L'escadre devait s'approcher le plus possible des côtes japonaises.

### Avions B-25 ayant participé au raid de Doolittle
En ordre de décollage, les 16 avions furent :
| AAF # série | Sobriquet             | Sqdn         | Cible    | Pilote                      | Sort                                           |
| 40-2344     |                       | 34th BS (en) | Tokyo    | Lt. Col. James H. Doolittle | écrasé au N Chuchow, Chine                     |
| 40-2292     |                       | 37th BS (en) | Tokyo    | Lt. Travis Hoover           | écrasé-atterri à Ningpo, Chine                 |
| 40-2270     | Whiskey Pete          | 95th BS      | Tokyo    | Lt. Robert M. Gray          | écrasé au SE Chuchow, Chine                    |
| 40-2282     |                       | 95th BS      | Tokyo    | Lt. Everett W. Holstrom     | écrasé au SE Shangjao, Chine                   |
| 40-2283     |                       | 95th BS      | Tokyo    | Capt. David M. Jones (en)   | écrasé au SW Chuchow, Chine                    |
| 40-2298     | The Green Hornet      | 95th BS      | Tokyo    | Lt. Dean E. Hallmark        | amerrissage à Wenchu, Chine                    |
| 40-2261     | The Ruptured Duck     | 95th BS      | Tokyo    | Lt. Ted W. Lawson (en)      | amerrissage à Shangchow, Chine                 |
| 40-2242     |                       | 95th BS      | Tokyo    | Capt. Edward J. York        | interné en Kraï du Primorié, Sibérie orientale |
| 40-2303     | Whirling Dervish      | 34th BS      | Tokyo    | Lt. Harold F. Watson        | écrasé au S Nanchang, Chine                    |
| 40-2250     |                       | 89th RS      | Tokyo    | Lt. Richard O. Joyce        | écrasé au NE Chuchow, Chine                    |
| 40-2249     | Hari Kari-er          | 89th RS      | Yokohama | Capt. C. Ross Greening      | écrasé au NE Chuchow, Chine                    |
| 40-2278     | Fickle Finger of Fate | 37th BS      | Yokohama | Lt. William M. Bower        | écrasé au NE Chuchow, Chine                    |
| 40-2247     | The Avenger           | 37th BS      | Yokosuka | Lt. Edgar E. McElroy        | écrasé au N Nanchang, Chine                    |
| 40-2297     |                       | 89th RS      | Nagoya   | Maj. John A. Hilger         | écrasé au SE Shangjao, Chine                   |
| 40-2267     | TNT                   | 89th RS      | Kobe     | Lt. Donald G. Smith         | amerrissage à Shangchow, Chine                 |
| 40-2268     | Bat Out of Hell       | 34th BS      | Nagoya   | Lt. William G. Farrow       | écrasé au S Ningpo, Chine                      |

### Départ de la mission

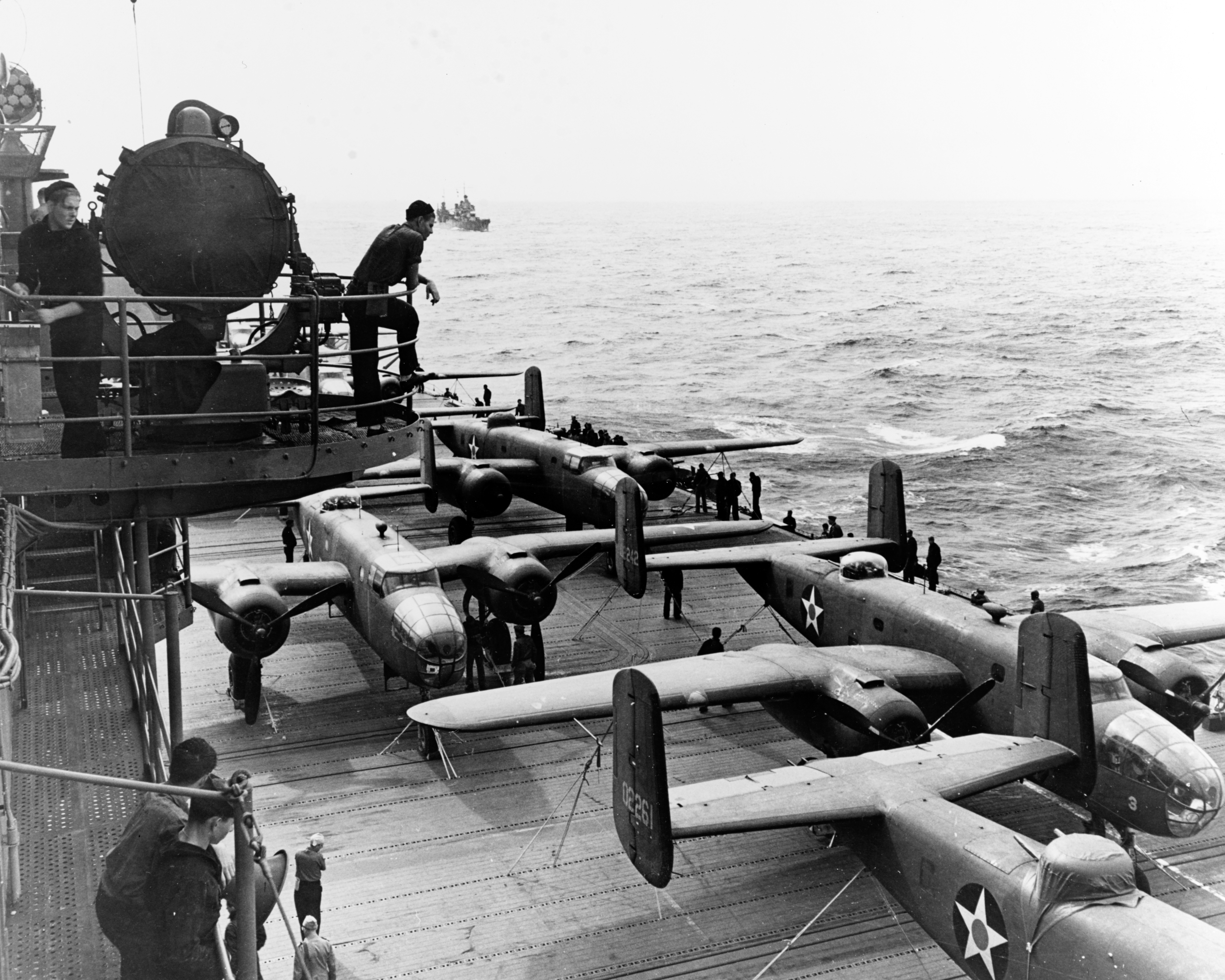
Les B-25 sur le pont d'envol.

La mission devait partir lorsque le navire serait à une distance de 700 kilomètres. Au matin du 18 avril 1942, l'escadre fut repérée par quelques chalutiers japonais peu armés mais dotés d'antennes puissantes. La consigne était de lancer la mission si une rencontre, même anodine, avec l'ennemi avait lieu. Les chalutiers furent coulés et l'ordre fut donné de démarrer la mission d'urgence. Le porte-avions était encore à une demi-journée du point normalement prévu. Pendant plus de 60 minutes, les 16 bombardiers décollèrent un par un de l'USS Hornet, l'avion de Doolittle lui-même fut le premier à s'élancer. Il fut rejoint peu après le décollage par le second appareil. Pour compenser les 300 kilomètres supplémentaires à parcourir, les équipages avaient embarqué une centaine de litres de carburant à verser dans les réservoirs durant le voyage. Les avions n'eurent pas de problème pour décoller du navire.
Les bombardiers rencontrèrent une faible résistance de la part de quelques chasseurs ennemis, qui furent rapidement semés. Doolittle dit par la suite que la population japonaise au sol faisait des signes : ils confondaient l'étoile américaine (étoile blanche avec un centre rouge) avec le drapeau impérial et ne pensaient pas que des avions ennemis pouvaient survoler leur territoire.

### Bombardement

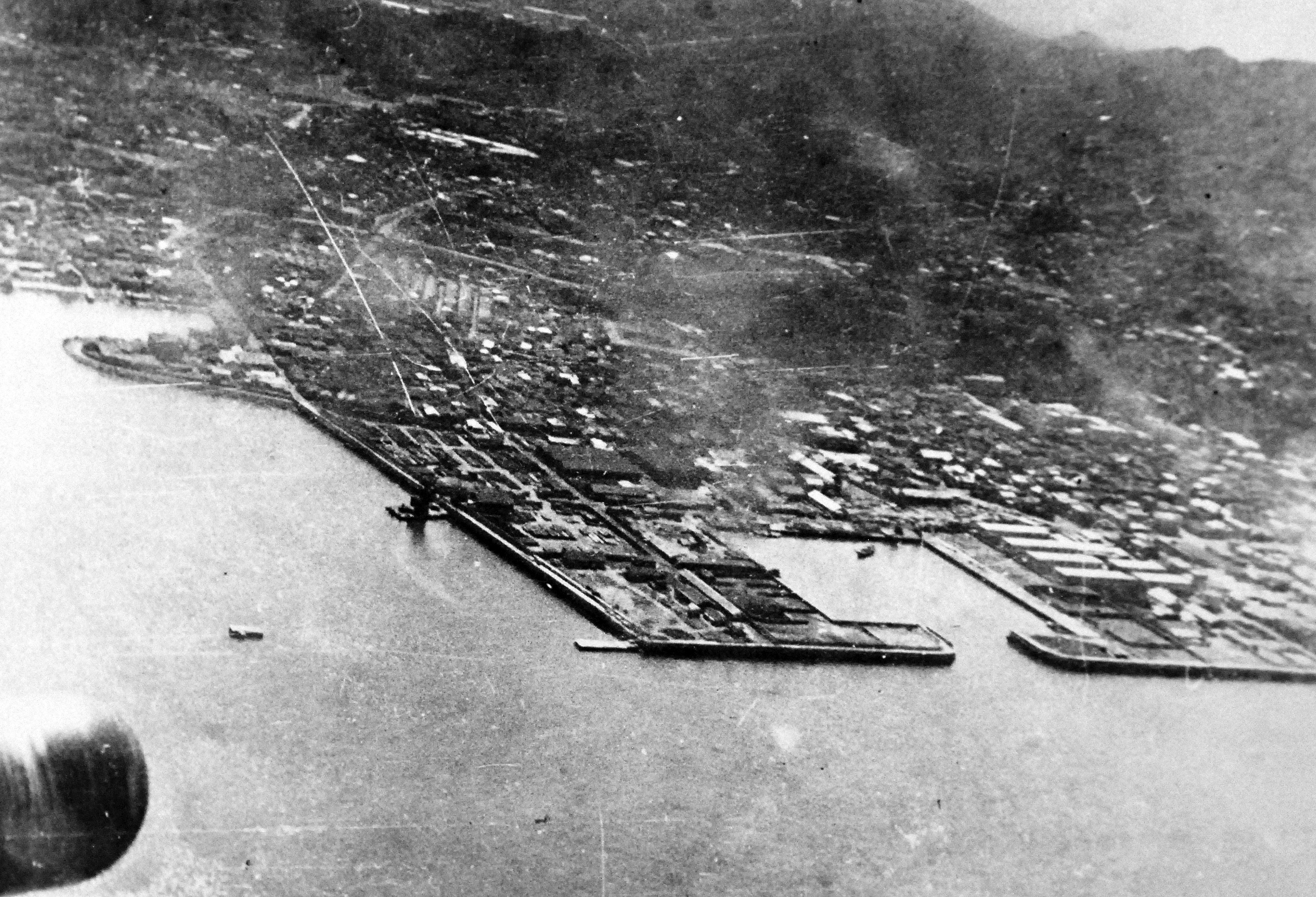
Photographie de la base navale de Yokosuka lors du raid de Doolittle le 18 avril 1942.

Chaque avion embarquait avec lui des bombes soufflantes ou incendiaires selon la cible. Les B-25 opéraient solitairement et ne devaient pas s'occuper des autres appareils du raid. L'avion de Doolittle arriva le premier sur Tokyo et il largua sa tonne de bombes sur des objectifs militaires. Il essuya quelques tirs de DCA qui, selon Doolittle, « étaient fort peu impressionnants par rapport aux tirs de la DCA allemande durant les opérations en Europe ». Doolittle s'éloigna des côtes pour éviter d'être repéré (on ignorait à l'époque si le Japon disposait de radars) et son avion prit la direction de la Chine. Les autres appareils firent de même, à l'exception d'un B-25 qui se dirigea vers l'Union soviétique.
Contrairement à la légende, le raid ne dura pas 30 secondes au-dessus de Tokyo. À l'époque, Tokyo s'étendait sur une distance de plus de 33 kilomètres. Un B-25 volant à la vitesse de 350 km/h la survolait en environ 6 minutes.

### En direction de la Chine

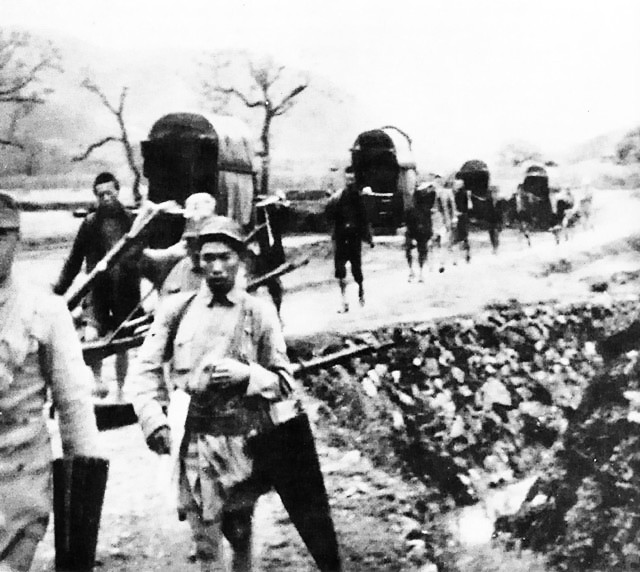
Convoi de l'armée chinoise avec les hommes du raid.

Les avions commençant à être à court de carburant, les dernières réserves furent versées dans les réservoirs. La côte chinoise s'approchait mais les appareils devaient contourner toute la partie occupée par les Japonais. Ils devaient normalement atterrir dans une étroite vallée surveillée par l'armée chinoise. Un appareil, qui envoyait un signal radio, devait normalement indiquer la position de la piste mais, les participants du raid ne devaient l'apprendre que plus tard, l'avion qui transportait ce matériel s'était écrasé avant la mission. Les pilotes durent ainsi repérer de visu un endroit favorable pour l'atterrissage. Avec la nuit qui tombait, un temps exécrable et un terrain vallonné, Doolittle ordonna à son équipage de sauter de l'appareil. Le B-25 s'écrasa un peu plus loin contre une colline.
À ce moment, Doolittle était convaincu que la mission était un fiasco avec la perte de tous les appareils, que tous les hommes étaient morts ou capturés et que les bombes n'avaient eu aucun effet. Après s'être regroupé, l'équipage de Doolittle rallia un poste de garde chinois et regagna par la suite les États-Unis.
Certains des pilotes n'eurent pas la même chance. Un des avions, le 2242, dont un des moteurs rencontrait déjà des problèmes avant le décollage, consomma trop de carburant et abandonna l'idée de se poser en Chine pour se diriger vers l'Union soviétique, près de Vladivostok. Le B-25 se posa intact mais l'équipage fut interné pendant 13 mois avant de réussir à « s'échapper » via l'Iran pour rejoindre l'Amérique : les autorités soviétiques avaient peur de la réaction du Japon, pays avec lequel l'URSS n'était pas en guerre, c'est pourquoi, après une période d'internement, le NKVD organisa un simulacre de fuite pour permettre aux pilotes américains de passer en Iran sans pour autant froisser le Japon,,. Parmi l'équipage numéro 7, le mécanicien-mitrailleur se tua en sautant en parachute tandis que trois hommes furent blessés dont un sérieusement (jambe amputée). Le 2298 perdit deux hommes par noyade lorsque le pilote posa son appareil sur l'eau à proximité des côtes chinoises. Les trois officiers survivants parvinrent au rivage mais furent capturés dès le lendemain. Un marin eut le bras arraché par l'un des moteurs du dernier B-25 (numéro 2268) qui quitta l'USS Hornet presque une heure après l'avion de Doolittle. Après avoir effectué sa mission, l'équipage n'eut d'autre choix que de sauter en parachute dans une zone chinoise contrôlée par les Japonais et furent eux aussi rapidement capturés. Sur les huit prisonniers de ces deux appareils, trois furent exécutés six mois plus tard, un autre mourut de malnutrition et les quatre autres restèrent en captivité jusqu'à la fin de la guerre.
L'un de ces aviateurs captifs, Jacob DeShazer, ayant reçu une Bible de ses geôliers, devint missionnaire après la guerre, et il retourna au Japon. Son expérience détermina la conversion au christianisme de Mitsuo Fuchida, l'officier qui avait dirigé la première vague d'avions japonais sur Pearl Harbor. Avant la fin de la guerre, douze hommes perdent la vie et quatre autres sont capturés lors d'autres opérations. Richard Cole, copilote de Doolittle sur le premier B-25, était le dernier survivant des 80 hommes ayant participé au raid. Il est décédé le 9 avril 2019 à l'âge de 103 ans.

### Résultat et conséquences

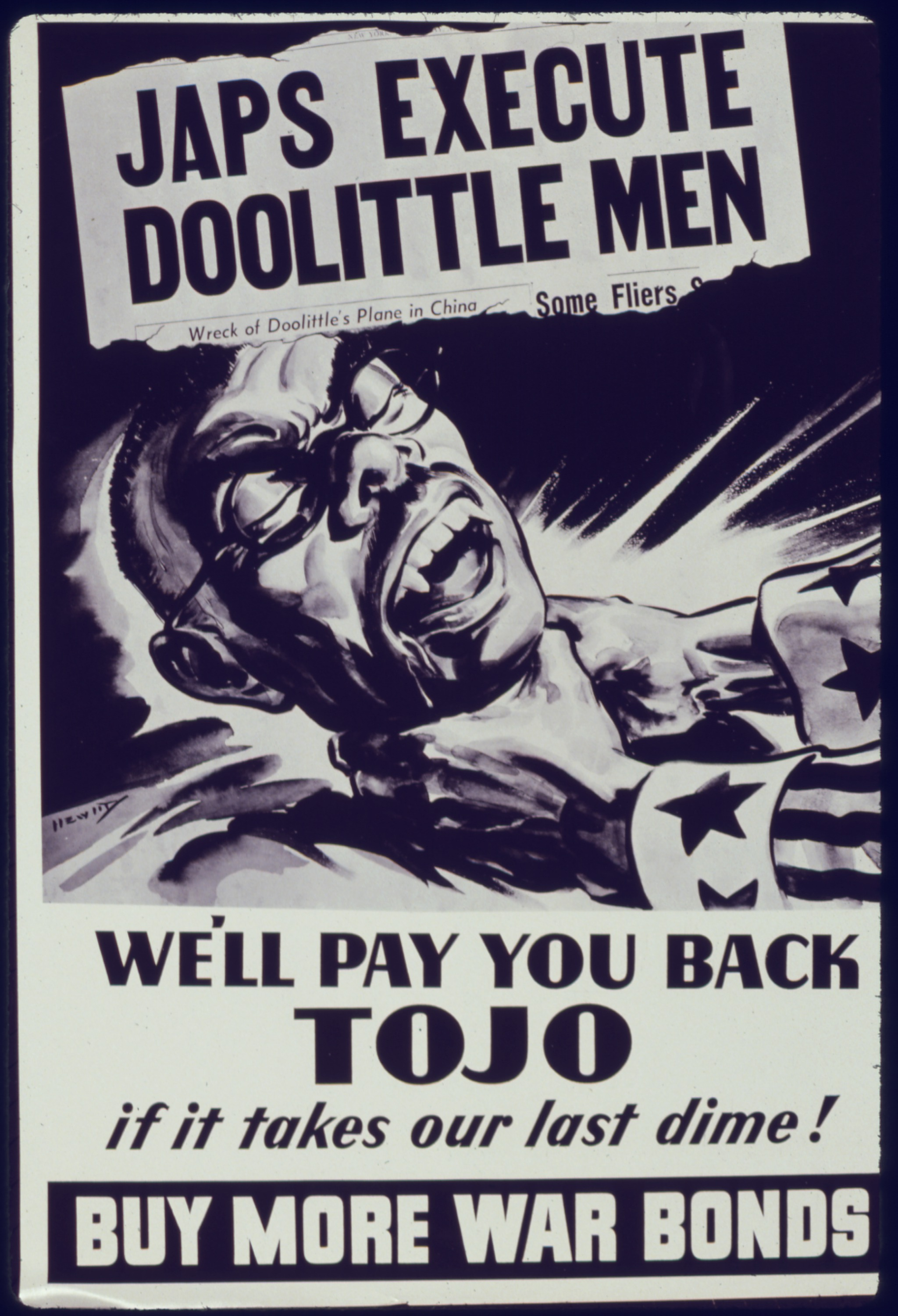
Affiche de propagande américaine exhortant la nation à venger les trois pilotes exécutés du raid de Doolittle en étouffant le général Tōjō : Rendons-lui la monnaie de sa pièce.

Ce premier raid américain sur l'archipel détruisit 112 bâtiments et fit 87 morts, plus qu'on ne l'avait cru. Il avait frappé un symbole, Tokyo. L'attaque avait été une surprise à l'instar de Pearl Harbor.
En réaction, dans les semaines qui suivirent, le Service aérien de la Marine impériale japonaise s'attaqua en priorité aux porte-avions américains. De son côté, l'armée impériale japonaise, menée par le général Shunroku Hata, occupa aussi massivement la Chine pour éviter que ce pays ne serve de repli aux bombardiers, massacrant à l'été 1942 environ 250 000 civils des provinces du Zhejiang et du Jiangxi.
En contrepartie, l'opération fut un succès pour la propagande américaine et l'effort de guerre. Elle montrait que le Japon n'était plus à l'abri des bombes. Une autre conséquence fut l'affectation d'une partie des chasseurs japonais à la défense du territoire ce qui permit de limiter le nombre d'avions sur le front du Pacifique sud. La décision de s'en prendre prioritairement aux porte-avions mena à la bataille décisive de Midway, dont le but était d'attirer les « restes » de l'US Navy pour les détruire, pour que plus jamais les Américains ne soient en mesure de bombarder le Japon.
Doolittle ne fut jamais entièrement satisfait de cette mission qu'il considéra comme une demi-réussite, même si elle avait eu un impact décisif sur la suite de la guerre.

## Culture populaire
Le Raid de Doolittle est repris dans plusieurs films portant sur la guerre du Pacifique :
- Destination Tokyo (1943) de Delmer Daves.
- Trente Secondes sur Tokyo (Thirty Seconds Over Tokyo) (1944) de Mervyn LeRoy.
- Prisonniers de Satan (The Purple Hearth) (1944) de Lewis Milestone.
- La bataille de Midway (Midway) (1976) de Jack Smight (séquence du générique en noir et blanc).
- Pearl Harbor (2001) de Michael Bay.
- The Lost Soldier (The Chinese Widow) (2017) de Bille August.
- Midway (2019) de Roland Emmerich.